# چیپیلین
چیپیلین (به لهستانی:  Ciepielin) یک روستا در لهستان است که در گمینا پوکژونگتسا واقع شده‌است.